# KDAY (Hörfunksender)
KDAY ist ein US-amerikanischer Hörfunksender in South Los Angeles mit einem Classic-Hip-Hop-Format. KDAY-AM war die erste 24-Stunden-sendende Hip-Hop-Station der USA und trug zur Verbreitung des Genres in den 1970er- und 1980er-Jahren bei. Bei dem Hörfunksender begannen Musiker wie Dr. Dre und LL Cool J ihre Karriere.
Derzeit gehört KDAY der Meruelo Radio Holdings, LLC und ist in Redondo Beach lizenziert.

## Geschichte
KDAY begann unter dem Namen KAPP-FM als eine der ersten Rhythm-and-Blues- und Hip-Hop-Radiostationen. Die Station erarbeitete sich in den 1970er- und 1980er-Jahren einen Ruf für ihre innovativen Programme dieser Musikrichtungen.
Der Sender fing als Mittelwellenstation auf 1580 kHz an. In den ersten Jahren hatte das Programm den Anspruch, die Anliegen von Bürgern mit einzubeziehen („Community-based public affairs involvement“).
Bekannt wurde auch die Konzertreihe „1580 KDAY Gold Give-A-Way“ im Los Angeles Lakers Forum. Dort traten Bands wie The Jacksons, Cameo, Bike-A-Thon mit Sylvers und Funkadelics auf.
Um eine bessere Tonqualität des Musikprogrammes zu erreichen, sendete die Station in den 1980er-Jahren im AM-Stereo-Format. Der Autor Dan Charnas schreibt über diese Versuche, die Ausstrahlungen hätten sich angehört, als stellte man zwei kleine Mittelwellenradios nebeneinander. Das Mittelwellen-Stereo-Signal stellte KDAY schließlich Anfang der 1990er-Jahre wieder ein.
In den 1990er-Jahren stand die Station kurz vor der Schließung, da andere Musiksender meist in höherer Qualität auf Ultrakurzwelle (UKW) sendeten und dem Mittelwellenrundfunk allenfalls für Talkstationen eine Zukunft vorausgesagt wurde. 1991 kaufte der Immobilien-Mogul Fred Sands die Station für 7,2 Millionen Dollar. Sands änderte das Rufzeichen in KBLA und wandelte sie in eine Business-Talkstation um.
Über zehn Jahre später 2004 reaktivierten Investoren die Marke KDAY. Sie übernahmen die spanischsprachige UKW-Station KZAB und versprachen, die alte Hip-Hop-Station als KDAY-FM (93.5) wieder zu beleben. Über die Jahre wurden diverse Formatänderungen vorgenommen. Betrieben wurde die Station von RBC Communications. Sie lizenzierte ihren Sender in Los Angeles schließlich auf das alte Rufzeichen KDAY sowie im San Bernardino County als KDEY. Jedoch ist das Signal nicht stark genug, um die gesamte Fläche des weiträumigen Los Angeles abzudecken.
RBC Communications plante 2012 das Programmformat erneut umzustellen und in Mandarin zu senden. Das verstörte „altgediente“ Hörer, sodass die Pläne verworfen werden mussten. 2013 wurde KDAY an Meruelo Media, eine Medienfirma aus Los Angeles verkauft. Der Kaufpreis ist öffentlich nicht bekannt, jedoch war die Station bis zum Verkauf schon zwei Jahre auf dem Radiomarkt angeboten worden. Ein Verkauf an die Firma Magic Broadcasting aus Florida für 20 Millionen Dollar war zuvor nicht zustande gekommen.